# 예당고등학교 (경기)
예당고등학교는 대한민국 경기도 화성시 석우동에 있는 공립 고등학교이다.

## 학교 연혁
- 2008년 1월 7일 : 경기도립학교 설치 조례 공포(30학급 인가)
- 2008년 2월 1일 : 신입생 194명(6학급) 배정
- 2008년 2월 1일 : 예당고등학교 1학년 6학급 인가
- 2008년 3월 1일 : 초대 이경근 교장 취임
- 2008년 3월 4일 : 제1회 입학식(남 118명, 여 76명 계 194명)
- 2011년 2월 10일 : 제1회 졸업식(남 119명, 여 85명 계 204명)
- 2022년 9월 1일 : 제5대 성우용 교장 취임
- 2023년 1월 3일 : 제13회 졸업식(남 131명, 여 187명 계 318명)
- 2024년 3월 4일 : 제17회 입학식(남 140명, 여 218명 계 358명)

## 참고 자료
- 예당고등학교 - 한국교육학술정보원 학교알리미